# IC 1269
IC 1269 ist eine Spiralgalaxie vom Hubble-Typ Sbc im Sternbild Herkules am Nordsternhimmel. Sie ist schätzungsweise 280 Millionen Lichtjahre von der Milchstraße entfernt.
Das Objekt wurde am 25. Juli 1887 von Lewis Swift entdeckt.